# Nox Arcana
Nox Arcana je americké hudební duo hrající neoklasický darkwave/dark ambient, založené v roce 2003 Josephem Vargem a Williamem Piotrowskim. Nox Arcana se ve svých albech specializuje na gotickou fikci a klasickou hororovou literaturu. Do zdrojové literatury patří například H. P. Lovecraft, bratři Grimmové, Ray Bradbury a Edgar Allan Poe. Některá jejich alba také čerpají ze středověkých a mytologických témat.
Jejich album Winter's Knight se v roce 2005 umístilo na 8. příčce v rubrice Top prázdninových alb časopisu Billboard. Jejich hudba je často využívána při halloweenových událostech a oslavách, také se každoročně již od roku 2009 objevuje o halloweenovém weekendu v americkém televizním pořadu America Haunts. Hudba z alba Transylvania se objevuje v televizní show TV FOX So You Think You Can Dance.

## Charakteristika hudby
Hudba Nox Arcana je ovlivněna styly jako New Age, klasická hudba, ambientní hudba, rock a filmové soundtracky od jiných interpretů jako John Carpenter, Danny Elfman, AC/DC, Wojciech Kilar, Enya, Loreena McKennitt, Beethoven, Jerry Goldsmith a Hans Zimmer.

## Diskografie
| Rok  | Detaily o albu                                                                                    | Billboard umístění |
| Rok  | Detaily o albu                                                                                    | USA                |
| ---- | ------------------------------------------------------------------------------------------------- | ------------------ |
| 2003 | Darklore Manor - Vydáno: 15. prosince 2003 - Vydavatelství: Monolith                              |                    |
| 2004 | Necronomicon - Vydáno: 10. říjen 2004 - Vydavatelství: Monolith                                   |                    |
| 2005 | Winter's Knight - Vydáno: 10. červenec 2005 - Vydavatelství: Monolith                             | 8                  |
| 2005 | Transylvania - Vydáno: 21. říjen 2005 - Vydavatelství: Monolith                                   |                    |
| 2006 | Carnival of Lost Souls - Vydáno: 6. červen 2006 - Vydavatelství: Monolith                         |                    |
| 2006 | Blood of Angels (s Michelle Belanger) - Vydáno: 13. říjen 2006 - Vydavatelství: Monolith          |                    |
| 2006 | Blood of the Dragon - Vydáno: 27. listopad 2006 - Vydavatelství: Monolith                         |                    |
| 2007 | Shadow of the Raven - Vydáno: 20. červenec 2007 - Vydavatelství: Monolith                         |                    |
| 2008 | Grimm Tales - Vydáno: 30. duben 2008 - Vydavatelství: Monolith                                    |                    |
| 2008 | Phantoms of the High Seas - Vydáno: 13. říjen 2008 - Vydavatelství: Monolith                      |                    |
| 2009 | Blackthorn Asylum - Vydáno: 21. červen 2009 - Vydavatelství: Monolith                             |                    |
| 2009 | Zombie Influx (s Jeff Hartz z Buzz-Works) - Vydáno: 15. srpen 2009 - Vydavatelství: Monolith      |                    |
| 2009 | Winter's Eve - Vydáno: 27. listopad 2009 - Vydavatelství: Monolith                                |                    |
| 2010 | Theater of Illusion - Vydáno: 15. červenec 2010 - Vydavatelství: Monolith                         |                    |
| 2010 | House of Nightmares (s Jeff Hartz z Buzz-Works) - Vydáno: 1. říjen 2010 - Vydavatelství: Monolith |                    |
| 2011 | The Dark Tower - Vydáno: 30. srpen 2011 - Vydavatelství: Monolith                                 |                    |
| 2012 | Winter's Majesty - Vydáno: 12. prosinec 2012 - Vydavatelství: Monolith                            |                    |